# Кувждењга
Кувждењга или Кувженга (рус. Кувжденьга; Кувженга) река је која протиче преко југозападних делова Мурманске области и крајњег севера Републике Карелије, на крајњем северозападу европског дела Руске Федерације. Свој ток започиње као отока језера Копелојарви на подручју Кандалашког рејона. Након свега 1,5 km тока прелази на територију Карелије и даље све до ушћа протиче преко њене територије. Протиче углавном преко подручја обраслог шумама, обале су местимично замочварене. У кориту се налазе бројни брзаци. Улива се у вештачко Иовско језеро.
Припада басену реке Ковде, односно Кандалакшком заливу Белог мора. Укупна дужина водотока је 41 километар, док је површина сливног подручја око 194 km². Просечан пад корита је 4,65 метара по километру тока.
Дуж обала реке Кувждењге не налазе се насељена места.